# Большой хохлатый пингвин
Большо́й хохла́тый пингви́н (лат. Eudyptes sclateri) — вид хохлатых пингвинов. Научное название вида дано в честь британского зоолога Филипа Латли Склейтера.

## Описание
Это средний пингвин, длина тела 63—65 см, масса около 4—5 кг. Самки значительно уступают в размерах самцам. Птенцы серовато-бурого окраса, сверху белые внизу. Оперение взрослого пингвина на спине, крыльях и голове чёрного цвета, подбородок, горло и щёки белые. Два бледно-жёлтых хохолка из перьев тянутся от ноздрей через тёмно-красные глаза вдоль макушки назад. Подросшие птенцы несколько отличаются от взрослых главное отличие — это жёлтый крест на голове меньше размером, чем у взрослых, от других хохлатых пингвинов его отличает способность шевелить своим убором из перьев.

## Распространение
Обитает вблизи Австралии и Новой Зеландии, гнездится на островах Антиподов, Баунти, Кэмпбелл и Окленд. Современная популяция насчитывает порядка 400 000 особей и признана стабильной.

## Угрозы
Популяция большого хохлатого пингвина, согласно МСОП, находится под угрозой. Ученые установили, что за последние 45 лет популяция сократилась почти наполовину. Это связано с расположением мест гнездования только на определенных островах. Вид занесен в красную книгу по категории «Вымирающие виды».